# Burlington (Nueva Jersey)
Burlington es una ciudad ubicada en el condado de Burlington en el estado estadounidense de Nueva Jersey. En el año 2010 tenía una población de 9920 habitantes y una densidad poblacional de 1033 personas por km². Se encuentra en la orilla izquierda del río Delaware que la separa de Pensilvania. En esta ciudad nació en 1789 el escritor James Fenimore Cooper, autor de El último mohicano.

## Demografía
Según la Oficina del Censo en 2000 los ingresos medios por hogar en la localidad eran de $43,115 y los ingresos medios por familia eran $47,969. Los hombres tenían unos ingresos medios de $38,012 frente a los $28,022 para las mujeres. La renta per cápita para la localidad era de $20,208. Alrededor del 8% de la población estaba por debajo del umbral de pobreza.